# بول دوميت
بول دوميت (بالإنجليزية: Paul Dummett)‏ وهو لاعب كرة قدم ويلزي في مركز الدفاع ولد في يوم 26 سبتمبر 1991 في مدينة نيوكاسل أبون تاين في إنجلترا وهو يلعب حالياً مع نادي نيوكاسل يونايتد في إنجلترا وسبق له اللعب مع نادي غيتسهيد ونادي سانت ميرين ولعب مع منتخب ويلز لكرة القدم ويبلغ طوله 183 سم.

## روابط خارجية
- بول دوميت على موقع الاتحاد الأوربي (الإنجليزية)
- بول دوميت على موقع إي إس بي إن إف سي (الإنجليزية)
- بول دوميت على موقع قاعدة بيانات كرة القدم.إي يو (الإنجليزية)
- بول دوميت على موقع ناشيونال فوتبول تيمز (الإنجليزية)
- بول دوميت على موقع Soccerbase.com (لاعب) (الإنجليزية)
- بول دوميت على موقع Soccerway.com (الإنجليزية)
- بول دوميت على موقع عالم كرة القدم.نت (الإنجليزية)
- بول دوميت على موقع AS.com (الإسبانية)